# Phelline macrophylla
Phelline macrophylla är en tvåhjärtbladig växtart som beskrevs av Henri Ernest Baillon. Phelline macrophylla ingår i släktet Phelline och familjen Phellinaceae. Inga underarter finns listade i Catalogue of Life.